# Монтеросо (Катанија)
Монтеросо је насеље у Италији у округу Катанија, региону Сицилија.
Према процени из 2011. у насељу је живело 731 становника. Насеље се налази на надморској висини од 512 м.